# Munkhyttan (naturreservat)
Munkhyttan är ett kommunalt naturreservat i Lindesbergs kommun i Örebro län.
Området är naturskyddat sedan 2000 och är 41 hektar stort. Reservatet omfattar natur kring Munkhyttebäcken som är hemvist för fjärilar, speciellt asknätfjärilen och väddnätfjärilen.